# Maintirano
 (octobre 2021).
La mise en forme du texte ne suit pas les recommandations de Wikipédia : il faut le « wikifier ».
Les points d'amélioration suivants sont les cas les plus fréquents. Le détail des points à revoir est peut-être précisé sur la page de discussion.
- Les titres sont pré-formatés par le logiciel. Ils ne sont ni en capitales, ni en gras.
- Le texte ne doit pas être écrit en capitales (les noms de famille non plus), ni en gras, ni en italique, ni en « petit »…
- Le gras n'est utilisé que pour surligner le titre de l'article dans l'introduction, une seule fois.
- L'italique est rarement utilisé : mots en langue étrangère, titres d'œuvres, noms de bateaux, etc.
- Les citations ne sont pas en italique mais en corps de texte normal. Elles sont entourées par des guillemets français : « et ».
- Les listes à puces sont à éviter, des paragraphes rédigés étant largement préférés. Les tableaux sont à réserver à la présentation de données structurées (résultats, etc.).
- Les appels de note de bas de page (petits chiffres en exposant, introduits par l'outil «  Source ») sont à placer entre la fin de phrase et le point final[comme ça].
- Les liens internes (vers d'autres articles de Wikipédia) sont à choisir avec parcimonie. Créez des liens vers des articles approfondissant le sujet. Les termes génériques sans rapport avec le sujet sont à éviter, ainsi que les répétitions de liens vers un même terme.
- Les liens externes sont à placer uniquement dans une section « Liens externes », à la fin de l'article. Ces liens sont à choisir avec parcimonie suivant les règles définies. Si un lien sert de source à l'article, son insertion dans le texte est à faire par les notes de bas de page.
- La présentation des références doit suivre les conventions bibliographiques. Il est recommandé d'utiliser les modèles {{Ouvrage}}, {{Chapitre}}, {{Article}}, {{Lien web}} et/ou {{Bibliographie}}. Le mode d'édition visuel peut mettre en forme automatiquement les références.
- Insérer une infobox (cadre d'informations à droite) n'est pas obligatoire pour parachever la mise en page.

Pour une aide détaillée, merci de consulter Aide:Wikification.
Si vous pensez que ces points ont été résolus, vous pouvez retirer ce bandeau et améliorer la mise en forme d'un autre article.
Maintirano est une commune urbaine et une ville de la côte occidentale de Madagascar dans la région du Melaky située à environ 600 kilomètres à l'ouest de la capitale Antananarivo. Pour s'y rendre, par voie routière, il faut parcourir environ 600 kilomètres de route dont 200 km bitumée d'Antananarivo à Tsiroanomandidy et 400 km de route secondaire difficilement praticable en saison des pluies. La population de la commune était estimée en 2019 à 22 502 habitants, ceux-ci appartenant en majorité à l'ethnie Sakalava.

## Histoire
Maintirano vient de l'ensemble de deux mots : maito (coupé) rano (eau). La plupart des personnes qui entendent ce nom pensent tout de suite que c'est la couleur de l'eau (rano en malagasy) qui est noire (mainty). La population de l'embouchure sur la descente en mer de la rivière a été souvent coupé pendant la marée haute. C'est pourquoi l'eau potable est coupé périodiquement. Mais c'était à partir de l'entrée de l'administration coloniale que le terme s'est amélioré à une consonance académique "Maintirano".  

## Géographie
Maintirano est située sur une plaine côtière dont l'altitude maximale ne dépasse pas les 21m.
Elle a un climat semi-aride, c'est-à-dire sec entre mai et octobre, mais la mousson présente d'octobre en avril y provoque de fortes pluies.

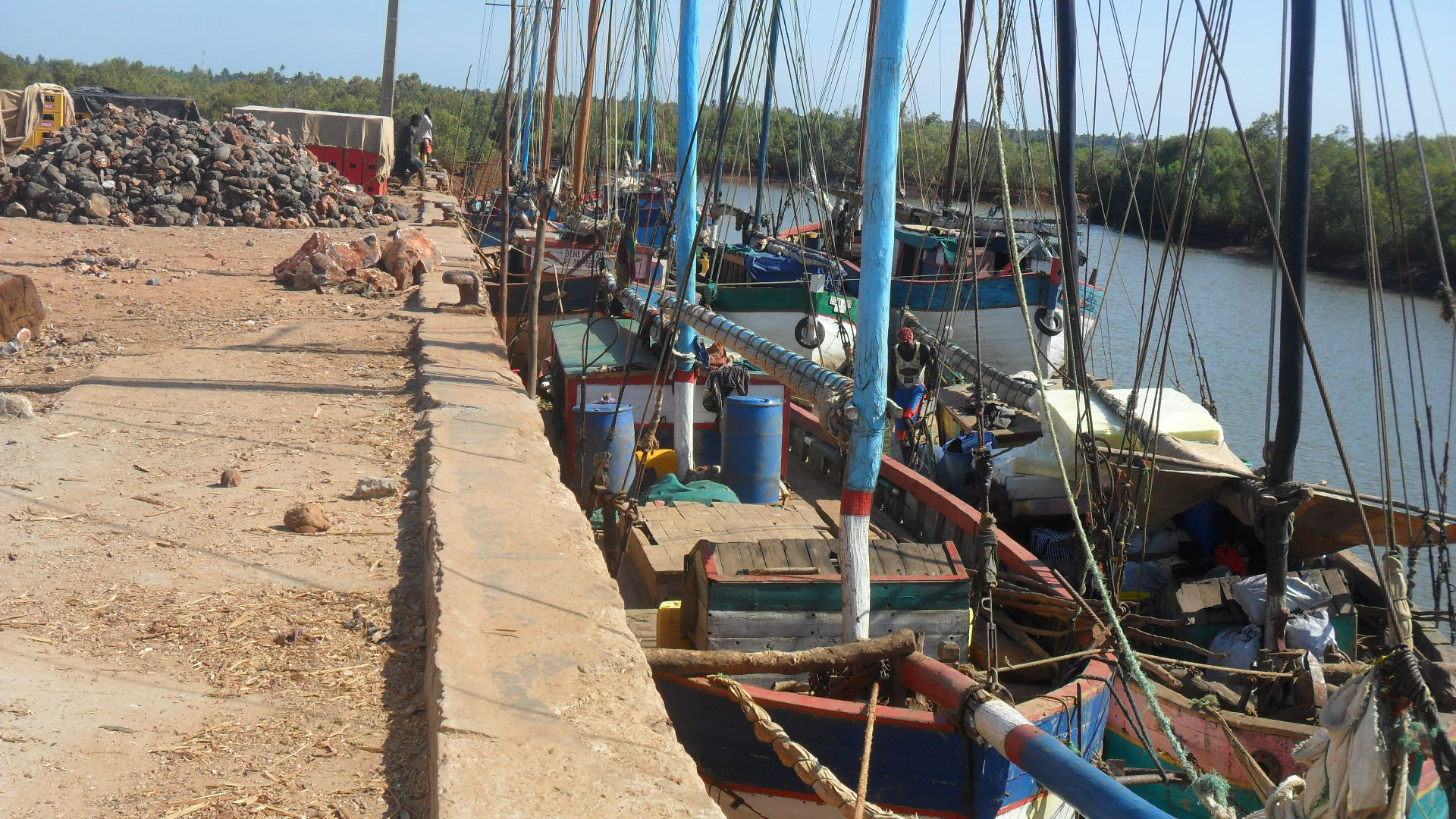
Il s'agit du port de Maintirano, une photo prise en 2011, présentant des bateaux traditionnels ou boutres malgaches. On voit le fond en vert parsemé de mangrove

## Démographie
La ville de Maintirano est cosmopolite. Ethnies sakalava sont représentés,

## Politique et administration
Le maire élu en 2020 est Tsilavo Todisoa RANDRIANARIOELINA du parti politique TGV.

## Économie
Longueur de la voie municipale :
- voies bitumées : 6 323 mètres ;
- voies en Terre : 19 884 mètres.

La ville de Maintirano est une ville de la Région Melaky. Elle dispose des vastes ressources potentielles marines et agricoles. Les paysans de la communauté Vezo pratiquent la pêche comme une activité vivrière.

## Société
Etablissement sociaux et infrastructures : 
- BIM (Bright Ipseity Madagascar) 
- CHRR
- CSBU
- EPP
- CEG, CEG de Référence
- LYCEE, LYCEE TECHNIQUE ET PROFESSIONNEL
- Direction régionale de la sécurité publique Melaky
- Commissariat de Police Nationale
- Groupement de la Gendarmerie Nationale Melaky
- Compagnie territoriale de la Gendarmerie Nationale 
- Brigade de la Gendarmerie Nationale
- Deux banques
- Logistique pétrolier
- Port
- Aéroport

## Culture locale et patrimoine
Le moraingy est un sport de combat pratiqué par les jeunes. La rythme « degoly » est à la fois une danse et style de musique traditionnelle à côté du kilalaky qui est pratiquée partout dans la région. La danse rythmée par la frappe de grand tambour appelée « dabalava », avec le tissage « dokodoko » des femmes maquillée en masonjoany et habillé de salova en deux pièces, figure dans les rites traditionnelles incontournables de la communauté Sakalava.
Une grande patrimoine culturelle et historique est abritée dans l'ancien palais du Ampagnito dans le village de Beraketa à peu près une dizaine de kilomètres de la ville, à l'est à côté de la route vers la commune rurale Andabodoka.